# Frédéric Godet
Frédéric Louis Godet, född 25 oktober 1812, död 29 oktober 1900, var en schweizisk reformert teolog.
Godet var kyrkoherde och professor i Neuchâtel, och var en av stiftarna av frikyrkan l'église indépendante där 1873. Godet utövade ett stort inflytande som universitetslärare och var som bibelteolog i konservativ anda känd i hela Europa. Av hans skrifter märks Études bibliques (1871, flera senare upplagor) samt kommentarer till flera av Nya Testamentets skrifter, utgivna i en mängd upplagor och även i svenska översättningar.